# RVM
RVM (ang. Rear Vehicle Monitoring system monitorowania tyłu pojazdu) – jest to system bezpieczeństwa stosowany w motoryzacji. Dzięki czujnikom radarowym (ukrytym pod tylnym zderzakiem) RVM monitoruje pojazdy znajdujące się w martwym polu lusterka zewnętrznego zwiększając bezpieczeństwo podczas jazdy. Stosowany w niektórych samochodach marki Mazda.
System RVM składa się z dwóch czujników radarowych umieszczonych w narożnikach tylnego zderzaka, stale mierzących dystans do innych pojazdów uczestniczących w ruchu oraz prędkość względem nich. Aktywuje się przy prędkościach powyżej 60 km/h, ostrzegając kierowcę za pomocą lampki ostrzegawczej w lusterku bocznym o pojazdach znajdujących się w martwym polu lub się do niego zbliżających. Po włączeniu przez kierowcę kierunkowskazu po stronie zbliżającego się pojazdu, system ostrzeże go migającą lampką ostrzegawczą i sygnałem dźwiękowym, aby nie zmieniał pasa ruchu.
System RVM wykrywa wszelkie pojazdy, w tym motocykle, i pracuje w niemal każdych warunkach pogodowych.
Mazda jest pierwszym japońskim producentem samochodów, który wprowadził system RVM w Europie, montując go w 2008 roku w Maździe 6.
Podczas wystawy IAA (Frankfurt Motor Show) w 2011 roku Mazda otrzymała nagrodę „Euro NCAP Advanced” za osiągnięcia w dziedzinie bezpieczeństwa dzięki wprowadzeniu systemu monitorowania tyłu pojazdu w Maździe 3.